# 泥濘の食卓
『泥濘の食卓』（ぬかるみのしょくたく）は、伊奈子による日本のWebコミック作品。コミックバンチとまんが王国による電子コミックレーベル『ututu』にて、2020年11月13日より連載を開始。その後2023年5月25日よりピッコマに移籍し、2025年5月8日に完結した。
毒親（毒父および毒母）からの虐待のトラウマを抱える主人公が、アルバイト先の店長との不倫関係を築いた挙句、店長の息子はおろか店長の妻にまで近寄っていき、愛する相手の家庭へ徐々に寄生し、泥濘に引きずり込んでいく「パラサイト不倫」を描く。
2023年10月より、テレビ朝日系列にてテレビドラマが放送された。

## 登場人物

### 主要人物
捻木 深愛（ねじき みあ）
大人しい性格をしたスーパーマーケットの店員。毒父と毒母から躾の度を越えた虐待を受けながら育った影響により、「自分には何の取り柄もない」と思い込んでいるほど自己肯定感が低い。

## 書誌情報
- 伊奈子『泥濘の食卓』 新潮社〈バンチコミックス〉、全9巻
  1. 2022年6月9日発売[4][5]、ISBN 978-4-10-772499-1
  2. 2023年10月6日発売[6]、ISBN 978-4-10-772649-0
  3. 2023年10月6日発売[7]、ISBN 978-4-10-772650-6
  4. 2023年10月6日発売[8]、ISBN 978-4-10-772651-3
  5. 2023年10月6日発売[9]、ISBN 978-4-10-772652-0
  6. 2024年6月7日発売[10]、ISBN 978-4-10-772719-0
  7. 2024年12月9日発売[11]、ISBN 978-4-10-772776-3
  8. 2025年7月9日発売[12]、ISBN 978-4-10-772849-4
  9. 2025年7月9日発売[13]、ISBN 978-4-10-772850-0

## テレビドラマ
2023年10月21日から12月16日までテレビ朝日系「土曜ナイトドラマ」枠にて放送された。主演は齊藤京子（日向坂46）。

### キャスト

#### 主要人物
捻木深愛（ねじき みあ）〈25〉
演 - 齊藤京子（日向坂46）（幼少期：秋山加奈）
毒親に虐待されながら育ったトラウマの後遺症を抱えるスーパーマーケットの店員。店長の夏生との不倫を通じて彼と交際しているが、夏生が自分以外の女性と不倫していたことを知らずにいた。
那須川夏生（なすかわ なつお）〈47〉
演 - 吉沢悠
深愛の勤務先「スーパーすずらん」の店長。既婚者だが、深愛と不倫関係に陥る。渋めのイケメンで女性に優しいため、女性スタッフの受けが良く、度々不倫をしていた。
那須川ハルキ（なすかわ ハルキ）〈16〉
演 - 櫻井海音（幼少期：田名部壮太）
夏生の息子。春日谷高校の高校生。ちふゆのストーカー行為が原因で学校中からレイプ犯扱いされており、不登校状態にある。スーパーで偶然出会った深愛に恋心を抱くが、夏生とキスしている現場を目撃し、父とちふゆの二人に憎悪を抱く。

#### 周辺人物
尾崎ちふゆ（おざき ちふゆ）〈16〉
演 - 原菜乃華（幼少期：髙取青依良）
ハルキの幼馴染。春日谷高校の高校生。ハルキに対して狂気じみた愛情を向けているストーカーであり、「ハルキにレイプされた」と大嘘のデマを流し孤立させている。祖父が大地主で、那須川家も店子。非常に裕福な家庭ゆえに無職の父は外で一度も働いた事がなく、父を含む家族はちふゆを溺愛しているが躾は一切していないため、ある意味ネグレクト状態で育った。
那須川ふみこ（なすかわ ふみこ）〈48〉
演 - 戸田菜穂
夏生の妻。旧姓：髙木。元グラフィックデザイナー。賞の受賞歴もあり仕事に命をかけていたが、上司に作品を横取りされ絶望、その後結婚退職し専業主婦に。だが、現在は引きこもり状態にある。深愛に出会うまでは家事も一切しておらず、家の中は荒れ放題だった。
捻木美幸（ねじき みゆき）〈60〉
演 - 筒井真理子
深愛の母。産婦人科勤務の看護師。夫亡き後、深愛を1人で育ててきたシングルマザー。「門限の厳守」「人格否定」などを行い、深愛の自己肯定感を低くさせた毒母（毒親）。

#### その他
児玉
演 - 未来
スーパーでの深愛の同僚。
中村
演 - 水嶋凜
スーパーでの深愛の同僚。
谷口
演 - 岩瀬洋志
ハルキの同級生。

### スタッフ
- 原作 - 伊奈子『泥濘の食卓』（新潮社バンチコミックス刊）[3]
- 脚本 - 倉光泰子、神田優、安里麻里[3]
- 演出 - 安里麻里、角田恭弥[3]
- 音楽 - 横山克[3]
- 主題歌 - ヘッドフォンの中の世界「引き算の美学」（ユニバーサル ミュージック）[16]
- 特殊造形 - 梅沢壮一
- ゼネラルプロデューサー - 横地郁英（テレビ朝日）[3]
- プロデューサー - 高崎壮太（テレビ朝日）、近藤多聞（C&Iエンタテインメント）[3]
- 共同プロデューサー - 村山えりか（C&Iエンタテインメント）[3]
- 制作協力 - C&Iエンタテインメント[3]
- 制作著作 - テレビ朝日[3]

### 放送日程
| 話数   | 放送日   | サブタイトル                                         | 脚本            | 演出     |
| ------ | -------- | ---------------------------------------------------- | --------------- | -------- |
| 第1話  | 10月21日 | パラサイト不倫、開幕!                                | 倉光泰子        | 安里麻里 |
| 第2話  | 10月28日 | 暴走する純愛!店長宅に潜入大作戦!?                    | 倉光泰子        | 安里麻里 |
| 第3話  | 11月04日 | サレ妻VS不倫相手 地獄のアンケート調査!?              | 神田優          | 角田恭弥 |
| 第4話  | 11月12日 | 不倫相手に、不倫夫、父の不倫相手を愛する息子とサレ妻 | 安里麻里        | 安里麻里 |
| 第5話  | 11月18日 | 恋愛モンスターの逆襲!                                | 倉光泰子        | 安里麻里 |
| 第6話  | 11月25日 | 禁断のカラオケデート!                                | 神田優          | 角田恭弥 |
| 第7話  | 12月02日 | 店長の息子と混浴キス!?                               | 倉光泰子        | 安里麻里 |
| 第8話  | 12月09日 | 最終章!パラサイト不倫が全員にバレる!?                | 神田優          | 角田恭弥 |
| 最終話 | 12月16日 | 1時間SP!パラサイト不倫…衝撃の結末                    | 伊奈子 安里麻里 | 安里麻里 |

- 第4話は『サタデーステーション』（23:00 - 23:30）放送のため30分繰り下げ、翌0時 - 0時30分に放送された。
- 最終話は23時30分 - 翌0時30分の30分拡大放送。

### オリジナルコンテンツ
『完全密着!泥濘の食卓の軌跡―女優・齊藤京子のすべて―』のタイトルで、動画配信サービス「TELASA」にて、10月21日の第1話放送終了後から配信中。

#### 配信日程
| 話数     | 配信日   | サブタイトル                            |
| -------- | -------- | --------------------------------------- |
| episode1 | 10月22日 | 齊藤京子と捻木深愛 二人の女の子         |
| episode2 | 11月19日 | 苦しくも楽しい日々と そのつづき         |
| episode3 | 12月10日 | 齊藤京子とヒコロヒー ドラマ現場での邂逅 |

| テレビ朝日系列 土曜ナイトドラマ             | テレビ朝日系列 土曜ナイトドラマ          | テレビ朝日系列 土曜ナイトドラマ                                 |
| 前番組                                      | 番組名                                   | 次番組                                                          |
| ------------------------------------------- | ---------------------------------------- | --------------------------------------------------------------- |
| ハレーションラブ （2023年8月5日 - 9月30日） | 泥濘の食卓 （2023年10月21日 - 12月16日） | 離婚しない男 -サレ夫と悪嫁の騙し愛- （2024年1月20日 - 3月16日） |